# Held van de Socialistische Republiek Roemenië

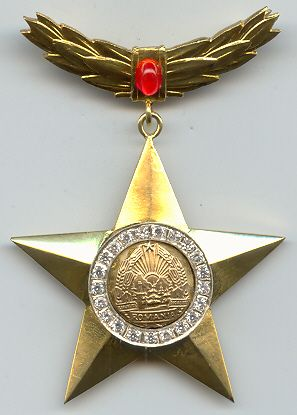
De ster van de helden

De Held van de Socialistische Republiek Roemenië (Roemeens: Erou al Republicii Socialiste România) was een Roemeense onderscheiding naar Sovjetvoorbeeld. Daar werd al voor de Tweede Wereldoorlog de titel Held van de Sovjet-Unie ingevoerd. De bij deze titel behorende kleine gouden ster vond overal in de socialistische wereld navolging.
Het is een typisch voorbeeld van een socialistische orde. Sommige sterren zijn met briljanten en een robijn versierd.